# Linha Kalujsko-Rijskaia (metro de Moscovo)

Linha Kalujsko-Rijskaia

A linha Kalujsko-Rijskaia (em russo:  Калужско-Рижская), por vezes referida como linha 6, é uma das linhas do metro de Moscovo, na Rússia.
Foi inaugurada em 1 de maio de 1958 (66 anos) e circula entre as estações de Medvedkovo e Novoiassenevskaia. Tem ao todo 24 estações.